# حكايات خرافية
حكايات خرافية (بالألمانية: Märchen) مجموعة قصصية من سبعة قصص قصيرة وفي وقت لاحق ثمان قصص من تأليف الكاتب الألماني هرمان هيسه (1877-1962)الحائز على جائزة نوبل للأدب ، كتب هيسه المجموعة قبل وأثناء الحرب العالمية الأولى من 1913 حتى عام 1918. ونُشرت للمرة الأولى في عام 1919. وعلى عكس أعمال هيسه السابقة فإن هذه القصص ليست مهيأة للتفسير العقلاني المنطقي، فهي تتعامل مع السحر والعوالم الخيالية.في هذا العمل استعار هيسه عناصر من التحليل النفسي بعد أن خضع هو شخصياً للعلاج النفسي.

## سمات الشخصيات في الحكايات
- منعزلون ومتمردون: كثير من الشخصيات ترفض الانصياع لأعراف المجتمع البرجوازي، وتبحث عن طريق خاص بها نحو الحقيقة أو السلام الداخلي.
- حالمون وفنانون: يظهر في القصص شعراء، رسامون، موسيقيون، وأشخاص يعيشون في عالمهم الخاص، بعيدًا عن المادية.
- رموز فلسفية: مثل القزم، أوغستوس، ساكن الغابة، فالدوم... وهي شخصيات ترمز إلى مراحل من النمو الروحي أو صراع داخلي.
- كائنات خرافية أو أسطورية: بعضها يمثل قوى الطبيعة أو الآلهة أو الأحلام، وتُستخدم كرموز للتأمل في مفاهيم مثل الزمن، الموت، والهوية.
- شخصيات عابرة وغريبة الأطوار: مثل رجل يُدعى زيغلر أو الرسام أو الأوروبي، وهي شخصيات تحمل ملامح رمزية وتُستخدم لتحدي الواقع أو تقديم رؤية بديلة.

## القصص المكونة للمجموعة القصصية
- القزم
- لعبة الظلال
- رجل اسمه زيغلر
- المدينة
- شجرات الزيزفون الثلاث
- حلم الفلوت
- ملم عن الآلهة
- فالدوم

## قراءة في المجموعة
مجموعة الحكايات الخرافية لهيرمان هيسه هي مختارات قصصية كتبها بين عامي 1904 و1918، وتُمثل تجربة أدبية وفلسفية فريدة لجأ فيها إلى الرمزية وتقاليد القص الشعبي الأوروبي والشرقي ليعبّر عن صراعاته الداخلية وموقفه النقدي من العصر الحديث. يتجاوز هيسه في هذه القصص الأشكال التقليدية للحكايات الخرافية ليؤسس نمطاً خاصاً به يجمع بين الخيال العلمي والرومانسية والأحلام والرمزية المروّعة، في محاكاة للاضطرابات الاجتماعية والسياسية في أوروبا في مطلع القرن العشرين. تعكس القصص رفضًا للفكر المادي والتقني المفرط والقومية المتطرفة، وتُظهر توقًا إلى السلام الداخلي والحرية الفردية باعتبارهما مقاومة روحية للواقع المضطرب. شخصياته غالبًا ما تكون منعزلة، حالمة، ومتمردة، تسعى إلى معنى أسمى يتجاوز العالم المادي. وتُعد هذه المجموعة مثالاً على نزعة هيسه الرومانسية الرافضة، وعلى استخدامه الواعي للرموز كأدوات تعميم للتجربة الذاتية وتحويلها إلى حكاية إنسانية كونية.

## وصلات خارجية
- حكايات خرافية، على موقع أمازون.
- حكايات خرافية، على كتب جوجل.
- حكايات خرافية، على الفهرس العالمي.
- حكايات خرافية، على مكتبة جامعة ميشيغان.
- حكايات خرافية، على مكتبة جامعة هارفارد.